# Bocholt (Germania)
Bocholt è una città della Renania Settentrionale-Vestfalia, in Germania.
Appartiene al distretto governativo (Regierungsbezirk) di Münster.
È il centro maggiore, ma non il capoluogo, del circondario di Borken.
Bocholt si fregia del titolo di "Grande città di circondario" (Große kreisangehörige Stadt).

## Amministrazione

### Gemellaggi
- Aurillac
- Bocholt
- Rossendale